# 마이크로소프트 윈도우 API 인터페이스와 프레임워크 목록
다음 목록은 마이크로소프트 API 및 프레임워크 목록이다.

## API

### 현재
- 컴포넌트 모델
  - ActiveX (기본 웹 브라우저 마이크로소프트 엣지에서 사용되지 않음)
  - 컴포넌트 오브젝트 모델 (COM)
  - 분산 컴포넌트 오브젝트 모델 (DCOM)
  - COM+
  - Microsoft Data Access Components (MDAC), OLE DB 포함
  - Cryptographic API (CAPICOM)
  - 액티브X 데이터 오브젝트 (ADO)
  - Collaboration Data Objects (CDO);
  - 윈도우 런타임 (WinRT)
    - 유니버설 윈도우 플랫폼 (UWP)
- DirectShow
- DirectX
  - Direct2D
  - Direct3D
  - DirectDraw
  - DirectInput
  - DirectMusic
  - DirectPlay
  - DirectSetup
  - DirectSound
  - DirectWrite
  - XACT (크로스플랫폼 오디오 생성 도구)
  - XAudio 2
- 미디어 파운데이션 (윈도우 Vista / 윈도우 7)
- 인터페이스
  - 그래픽 디바이스 인터페이스 (GDI) 및 GDI+
  - 애플리케이션 프로그래밍 인터페이스 (API)
    - 메시징 애플리케이션 프로그래밍 인터페이스 (MAPI)
    - 원격 애플리케이션 프로그래밍 인터페이스 (RAPI)
    - 스피치 애플리케이션 프로그래밍 인터페이스 (SAPI)
    - 전화통신 애플리케이션 프로그래밍 인터페이스 (TAPI)
- Extensible Storage Engine (Jet Blue)
- Object linking and embedding (OLE)
  - OLE Automation
- Uniscribe (틀:마이크로소프트 API 소프트웨어 팩토리 섹션 참고)
- Windows Image Acquisition (WIA)
- Windows Management Instrumentation (WMI)
- Winsock
- Win32 콘솔
- 윈도우 API (현재버전: Win32; Win64)

### 사용되지 않음
- Active Scripting
- Collaboration Data Objects for Windows NT Server
- Dynamic Data Exchange
- 오래된 데이터 접근 기술
  - 젯 데이터 엔진
  - 데이터 오브젝트
    - 젯 데이터 액세스 오브젝트 목록
    - Remote Data Objects (RDO)

  - Remote Data Services (RDS)
- 설치 API
- 윈도우 API (구 버전: Win16; Win32s)
- XNA 라이브러리 (크로스플랫폼 Xbox 360/Windows 개발 전용)

## 프레임워크
- .NET Framework
  - 리모팅, 어셈블리, 메타데이터
  - Common Language Runtime, Common Type System, Global Assembly Cache, Microsoft Intermediate Language, Windows Forms
  - ADO.NET, ASP.NET
  - Windows Communication Foundation (WCF)
  - Windows Presentation Foundation (WPF)
  - Windows Workflow Foundation (WF)
  - Windows CardSpace (WCS)
  - Universal Windows Platform (UWP)
  - Windows PowerShell
- 마이크로소프트 매니지먼트 콘솔 (MMC)
- 텍스트 서비스 프레임워크
- Windows Driver Model
- Windows Driver Foundation

## 라이브러리
- 마이크로소프트 파운데이션 클래스 라이브러리 (MFC)
- 액티브 템플릿 라이브러리 (ATL)
- 프레임워크 클래스 라이브러리 (FCL)
- 오브젝트 윈도우 라이브러리 (OWL)
- 표준 템플릿 라이브러리 (STL)
- 비주얼 컴포넌트 라이브러리 (VCL)
- 윈도우 템플릿 라이브러리 (WTL)
- 윈도우 UI 라이브러리 (WinUI)
- 텍스트 오브젝트 모델 (TOM)

## 같이 보기
- 마이크로소프트 주제 목록